# ホンダ・ドリームCB72スーパースポーツ
DREAM CB72 SUPER SPORT（ドリーム シービーななじゅうに スーパースポーツ）は、本田技研工業がかつて製造販売していたオートバイである。本項では搭載するエンジンのシリンダー内径を拡大し排気量をアップした姉妹車のDREAM CB77 SUPER SPORT（ドリーム シービーななじゅうなな スーパースポーツ）ならびに派生車種についても解説を行う。

## 概要

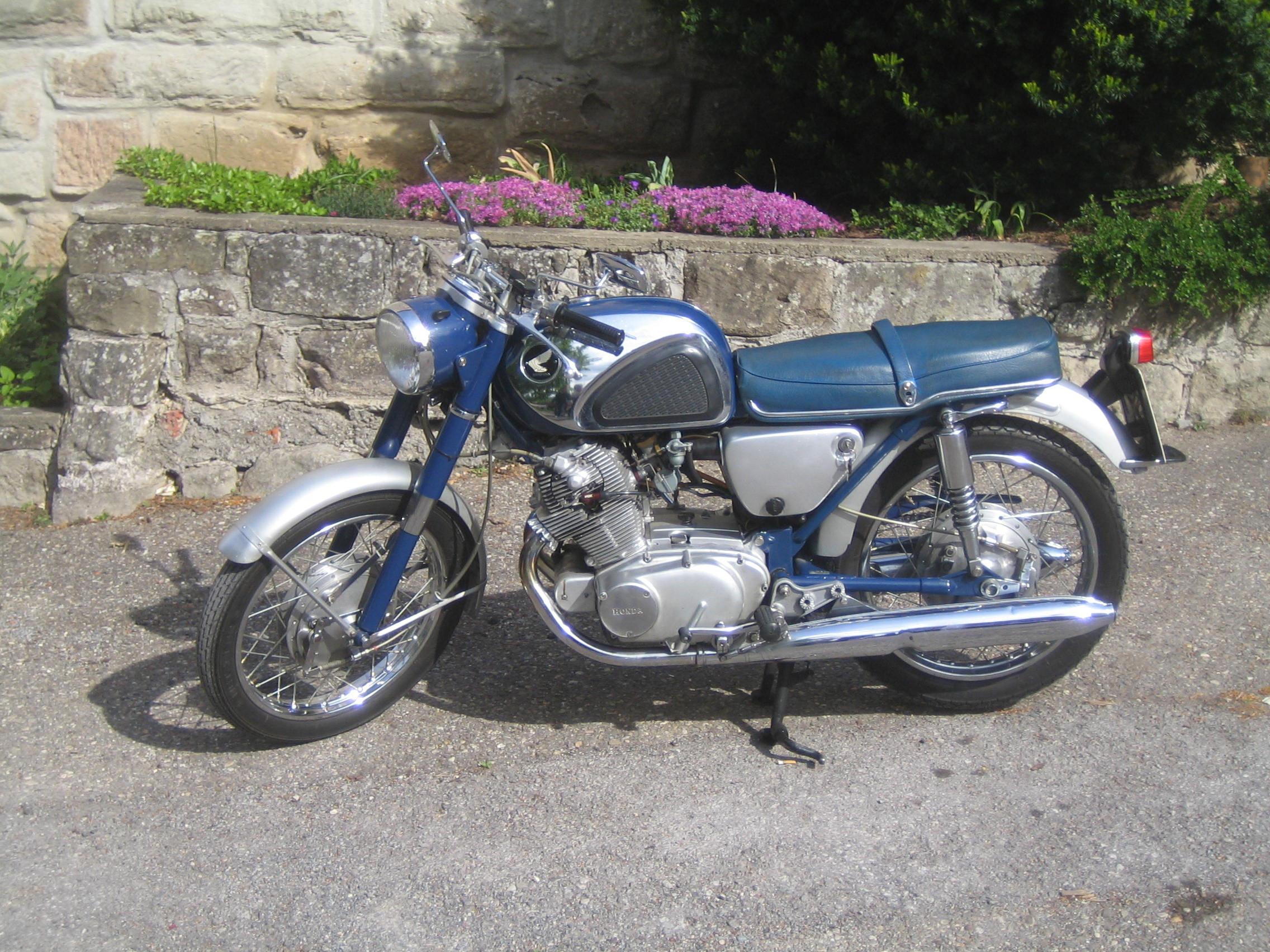
ドリームCB72スーパースポーツ
（輸出仕様）

1960年11月発売。125ccクラスのベンリイCB92スーパースポーツならびに排気量を154ccまで拡大したベンリイCB95スーパースポーツとならぶCBシリーズ最初期のモデルであり、排気量250ccクラスであったことからドリームのシリーズ商標も添付された。また北米ではHAWK（ホーク）のペットネームでも呼ばれる。

### 開発までの経緯
1955年より全日本オートバイ耐久ロードレースが開催され、後に市販車部門にあたる『全日本モーターサイクルクラブマンレース』も併催されることになった。同社は既存の市販車をベースに対応車を開発することになり、排気量250ccクラスではドリームC71をベースにしたCB71が1958年に開発・試作された。しかし同車は、エンジン出力に対して鋼板プレスバックボーンフレームが剛性不足であったことから市販直前に発売を中止した。
また一方でドリームC71/C76では1956年頃から海外輸出を開始したが、ヨーロッパ市場ではそこそこの評価を受けたものの北米市場では同社の最大排気量かつフラグシップモデルであるドリームC76の販売成績は決して芳しいものではなかった。これは当時既に北米ではパイプフレームと前輪のテレスコピックフォークサスペンションが主流となっており、プレスフレームとボトムリンクサスペンションを採用する同車は時代遅れと見られた。そのためアメリカホンダからパイプフレームを採用したモデルの開発が要請された。
これらの事情から、同社はドリームC71の車体構造を変更した上で市販レーサーのドリームCR71を開発。さらに同車と1960年4月に販売開始されたドリームC72をベースに開発し、海外では同年9月のフランクフルトモーターショーで、日本国内は翌10月の第7回東京モーターショーで発表。翌11月に販売を開始したのが本モデルである。

## 車両解説
※本項では販売開始された最初期モデルを基に解説を行う。
スーパースポーツの車名からフラットなパイプハンドルと3段階に調整可能なバックステップを装備するため前傾姿勢を要求する車体はフレームに同社初の鋼管パイプ製バックボーン型を採用し、サスペンションは前輪をテレスコピック、後輪をスイングアームとしており、リヤのコイルスプリングは3段階にプリロード調整を可能としたタイプを装備する。タイヤサイズは前輪が2.75、後輪が3.00で共にホイールは18インチのスポークタイプ。ブレーキは前後ともリーディングトレーディングである。
塗装は日本国内仕様のみ漆黒をベースにタンクにはクロームメッキを使用したスタイルが採用されたが、海外向け輸出仕様車では赤・青なども採用された。

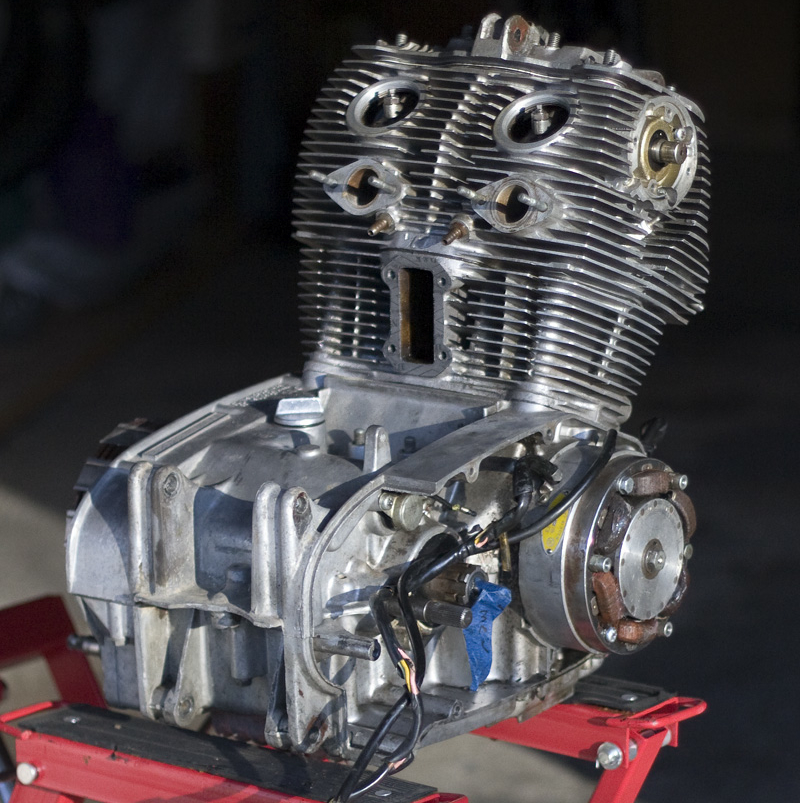
空冷2気筒エンジン
（画像はCB77用エンジン）

搭載されるエンジンはドリームC72に搭載された内径x行程=54.0x54.0（mm）排気量247ccの前傾25°空冷4ストロークSOHC2気筒に以下の仕様変更を加えたものである。
- 圧縮比を8.3→9.5へ向上[注 5]
- キャブレターをシングルからケーヒンPW22型2基へ変更

これらのチューニングにより最高出力24ps/9,000rpm・最大トルク2.04kg-m/7,500rpmのスペックを持つ。また始動はセル/キック併用であるが、キックスターターはバックステップへの干渉を避けるために前踏み式を採用。搭載されるマニュアルトランスミッションは4速、マフラーは左右2本出しである。
さらに同エンジンは、クランク位相角を180°とする2気筒不等間隔点火のType1と360°とする2気筒等間隔点火のType2がラインナップされた。
- Type1・Type2ともエンジンスペックは同じであるがカムシャフトも異なっており[注 7]、Type1が高速型、Type2が低中速型とされ、公称最高速度もType1が155km/h、Type2が145km/hと相違がある[2]。
- 両車の判別はエンジン本体の点火ポイントカバーへの刻印で可能である[2]。

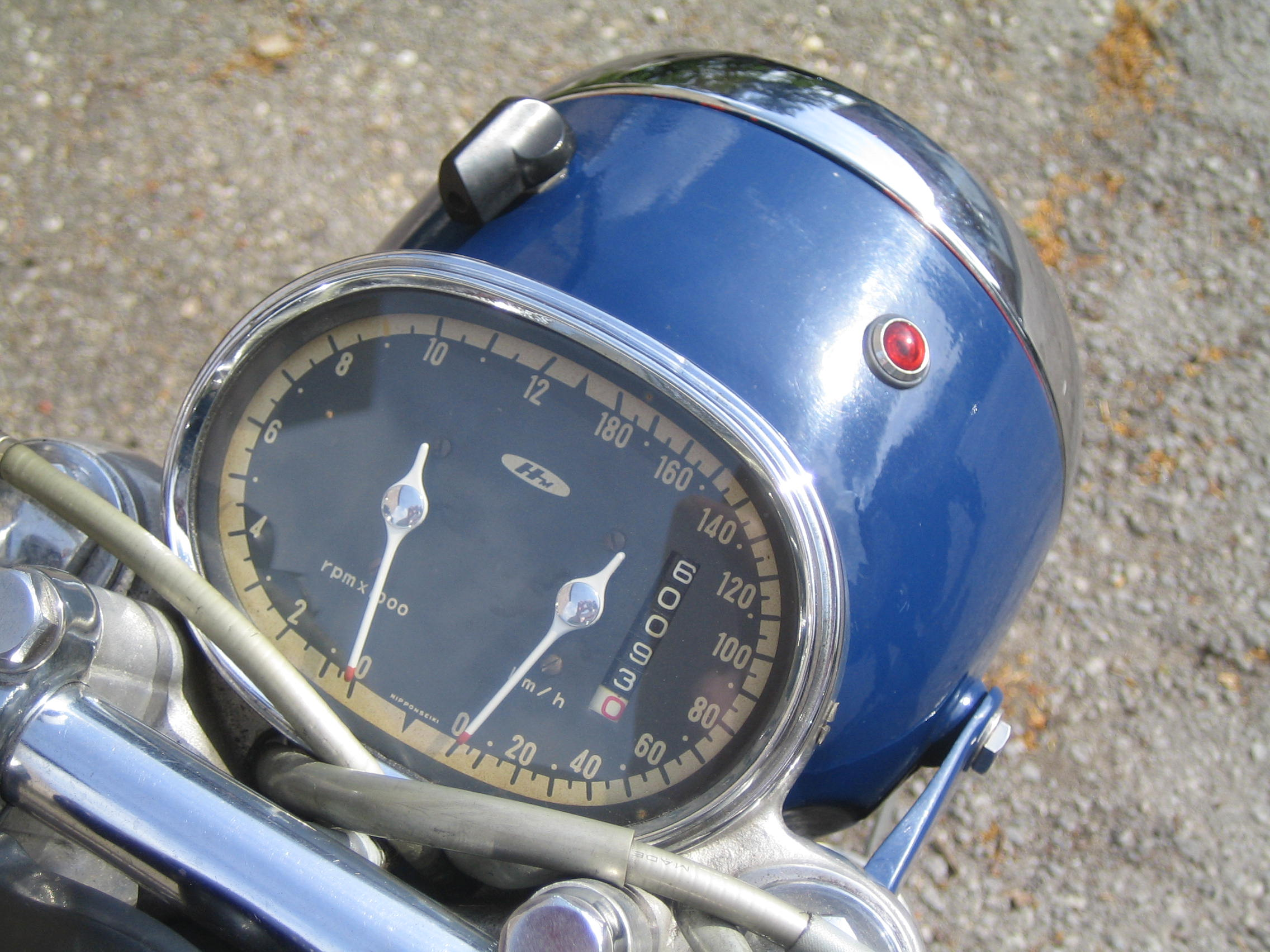
初期モデルのメーター

計器類はライトケース上部に楕円形状に一体化し、フルスケール12,000rpmのタコメーターを左に、180km/hまで表示可能なスピードメーターを右に配置。また通常は横配置される積算メーターも縦に動く独自のものを設置する。
- 初期モデルでは、タコメーターが時計回りに、スピードメーターが反時計回りに動く構造[注 9]であったが、製造途中でどちらも時計回りに動く設計変更が行われた。

### 遍歴
本モデルは、生産中に細かな改良が続けられモデルチェンジとして記録されない細かい設計変更も多数実施されたが、確認できるものは以下の変更である。
1961年8月
- 前輪ブレーキを2リーディング化ならびにサスペンションセッティングを変更

1962年
- フロントフェンダーをアルミニウム製から鉄製へ変更
- メーターの固定をリジット方式に変更
- ミッションケース上のブリーザーケースを撤去しシリンダーヘッドにブリーザーパイプを新設
- カムチェーンにテンショナーを新設しケースを大型化
- シートエンドの形状変更
- タンデムステップ取付をアルミニウム製ホルダーへ移設
- ホーン・スピードメーター・リヤブレーキのアウターケーブルを黒から銀に変更

1963年
- メーターボディをライトケースと一体化
- リヤショックカバーの材質を変更
- タペットキャップ・レバー類の形状を変更
- 前後アクスル・ブレーキアームの固定方式を変更
- ステップホルダーの肉厚を増大

1966年4月
- フロントフォークボトムケースを鉄製からアルミニウム製へ変更
- ウインカーを標準装備化
- スイングアームのリヤアクスル取付部分補強リブを省略
- エキゾーストマニホールドとマフラーを一化
- メーターデザインを変更

1967年
- ウインカ・テールランプを大型化
- フレームにウインカステーを新設し取付方法を変更
- フロントフォーク上部カバーを変更

本モデルは1968年4月に後継となるドリームCB250へモデルチェンジされ生産中止となった。

### ドリームCB77スーパースポーツ

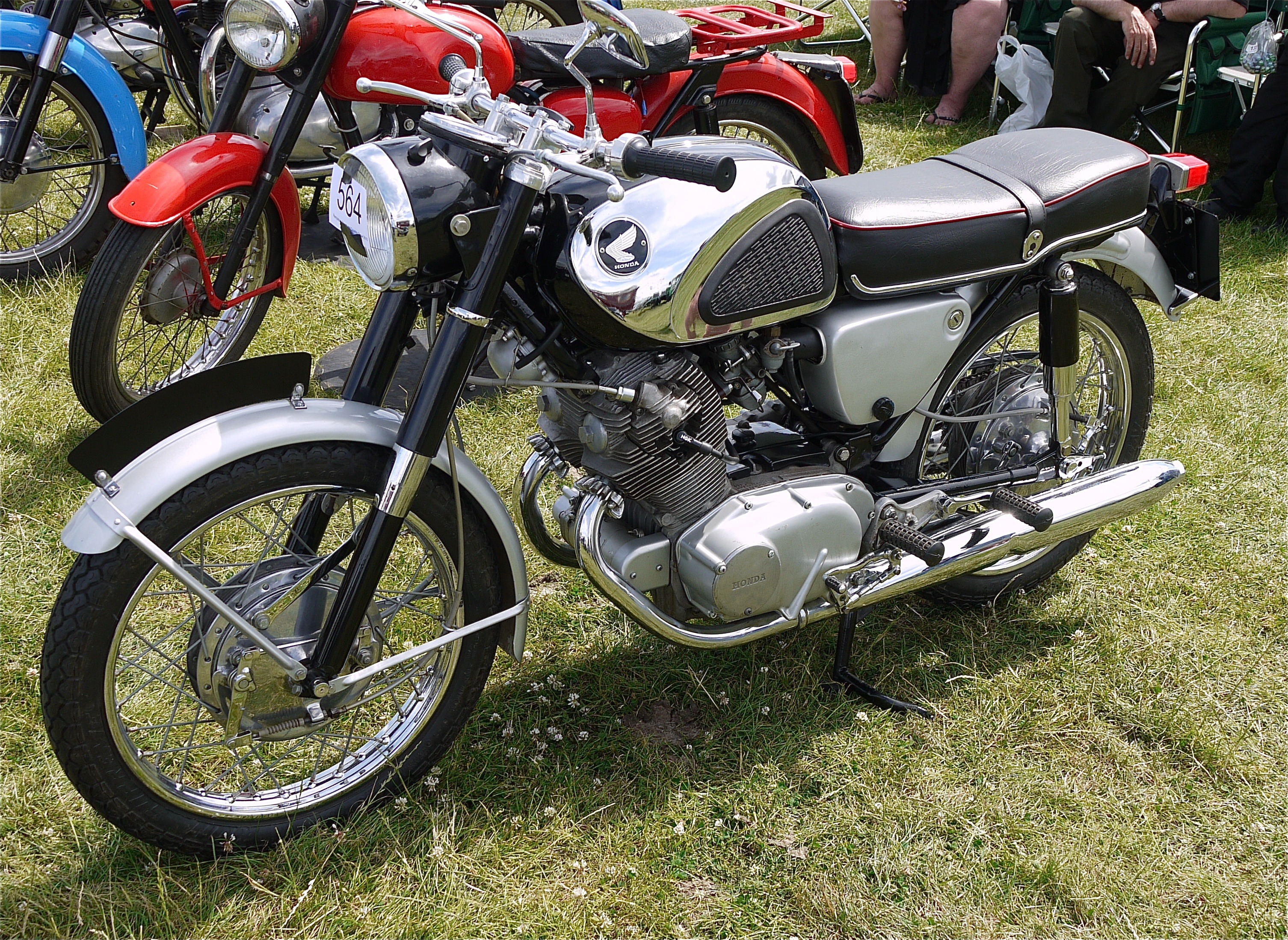
ドリームCB77スーパースポーツ
（輸出仕様）

ドリームC77と同様にエンジンのシリンダー内径を54.0→60.0(mm)とし、排気量を305ccまで拡大したモデルである。このため最高出力28.5ps/9,000rpm・最大トルク2.06kg-m/7,500rpmへパフォーマンスアップし、公称最高速度は160km/hとされた。
当初はより大きな排気量を求める北米向けとされ現地ではSUPER HAWK（スーパーホーク）のペットネームを用いて350ccクラスとして販売された。1961年に日本国内でも販売を開始。
CB72同様な改良を実施しながら、1968年4月に後継となるドリームCB350へモデルチェンジされ生産中止となった。

### 派生車種

#### ドリームCBM72スーパースポーツ
1962年発売。Type2をベースにハンドルをアップタイプに換装したモデルである。

#### ドリームCP77スーパースポーツ
1962年発売。ドリームCB77スーパースポーツをベースに上述したドリームCBM72スーパースポーツ同様にアップハンドルを装着したモデルである。
本モデルは白バイ仕様に特化させシングルシートやライトケース一体の追尾測定対応速度計などの専用装備を持つCYP77が1963年から製造された。各都道府県警察に納入され1971年まで運用された。

#### ドリームCM72
本モデルのフレームにドリームC72用シングルキャブレターエンジンを搭載するモデルで1961年から製造販売された。なお後に発売されるアメリカンタイプのCMシリーズとは全く関係ない。

#### ドリームCL72/CL77スクランブラー
オン・オフロード両用としたスクランブラータイプ。247ccのCL72が1962年から、305ccのCL77が1966年から国内販売された。両モデル共にドリームCB72スーパースポーツ/CB77からは以下の変更を実施。
- フレームを鋼管パイプ製バックボーン型からシングルクレードル型へ変更
- マフラーをセンターアップへ変更
- タイヤをブロックタイプへ換装を行い前後ホイールを19インチ化
  - フロントタイヤサイズはCL72/77共に2.75、リヤタイヤサイズはCL72が3.25、CL77が3.50[注 11]
- セルスターターを廃止し始動方式をキックのみへ変更
- センタースタンドを廃止
- エンジン特性は中低速を重視したチューンへ変更
  - CL72は360°クランクのType2のみ設定[注 12]
- 2次減速比を2.428（ドライブ14T/ドリブン34T）から2.666（ドライブ15T/ドリブン40T）へ変更
- クランクケース下部に鉄製アンダーガードを標準装着し最低地上高195mmを確保
- ステアリングダンパーを標準装備化し前輪サスペンションストローク量を30mm増大した110mmへ変更
- ハンドルをブリッジ付きアップタイプへ変更
- ライトケース一体型メーターからタコメーターを廃止
- タンデムステップをスイングアーム装着からフレームに上のステップホルダーに固定する方式へ変更

大きな設計変更はCL72が1966年モデルから前輪ブレーキの2リーディング化が実施されたが、1968年4月にベースモデルがドリームCB250/350へモデルチェンジされたことに対応し、それぞれドリームCL250/CL350へモデルチェンジされた。